# Verwaltungsgemeinschaft Wielenbach
Die Verwaltungsgemeinschaft Wielenbach im oberbayerischen Landkreis Weilheim-Schongau wurde im Zuge der Gemeindegebietsreform am 1. Mai 1978 gegründet. Ihr gehörten die Gemeinden Wielenbach, Pähl und Raisting an. Mit Wirkung ab 1. Januar 1980 wurde die Gemeinde Wielenbach entlassen. Der Sitz der Körperschaft wurde gleichzeitig nach Pähl verlegt, der Name der Körperschaft änderte sich in Verwaltungsgemeinschaft Pähl-Raisting (diese „neue“ Verwaltungsgemeinschaft wurde zum 1. Januar 2007 aufgelöst), 
Sitz der Verwaltungsgemeinschaft war Wielenbach.